# Kidobós: Sok flúg disznót győz
A Kidobós: Sok flúg disznót győz (eredeti cím: Dodgeball: A True Underdog Story, címváltozatok: Dodgeball, Dodgeball: The Movie) 2004-es amerikai sport-filmvígjáték, amelyet Rawson Marshall Thurber rendezett. A főszerepben Vince Vaughn és Ben Stiller látható.

## Rövid történet
Amatőrök beneveznek egy kidobósversenyre azzal a céllal, hogy megmentsék az edzőtermüket egy  fitneszteremlánctól, amely meg akarja azt vásárolni.

## Cselekmény
Peter konditerme már régóta veszteséges, és most ki kellene fizetni 50000 dollárt, vagy Peter lehúzhatja a rolót. A szemközti csili-vili edzőközpont ezzel ellentétben nyereséges, ha Peter nem tud fizetni, akkor a főnök, White parkolót épít a lerobbant konditerem helyére. Peter a barátaival próbál pénzt szerezni, eldöntik, hogy autókat fognak mosni, de ez az ötlet nem jön be. Aztán az egyik újságban meglátják, hogy kidobós világbajnokságot rendeznek Las Vegasban, aminek a főnyereménye pont 50000 dollár. A bejutáshoz selejtezőt kell játszani, az ellenfél egy lányokból álló csapat. Peter-ék nagyon gyengén teljesítenek, szétszórtak, fegyelmezetlenek, ezért kikapnak. De kiderül, hogy az ellenfél doppingolt, ezért Peter-ék jutnak tovább. Elmennek megünnepelni a dolgot, de megjelenik White, bejelenti, hogy ő is indul a világbajnokságon, ráadásul egy válogatott, izmos és rugalmas csapattal. De Peter-éket megszánja Patches O'Houlihan, aki nagy név a kidobós történetében, és az edzőjük lesz. Kemény edzésekkel felkészíti Peter-éket a bajnokságra, ahol sikerrel veszik a kezdeti akadályokat, de a döntőben White csapata lesz az ellenfél.

## Szereplők
| Szerep                                 | Színész                   | Szinkronhang        |
| -------------------------------------- | ------------------------- | ------------------- |
| Peter La Fleur                         | Vince Vaughn              | Haás Vander Péter   |
| Kate Veatch                            | Christine Taylor          | Solecki Janka       |
| White Goodman                          | Ben Stiller               | Kálloy Molnár Péter |
| Patches O`Houlihan                     | Rip Torn                  | Kristóf Tibor       |
| Justin                                 | Justin Long               | Seder Gábor         |
| Gordon                                 | Stephen Root              | Besenczi Árpád      |
| Owen                                   | Joel David Moore          | Hamvas Dániel       |
| Dwight                                 | Chris Williams            | Kálid Artúr         |
| Steve, a kalóz                         | Alan Tudyk                | Bácskai János       |
| Fran                                   | Missi Pyle                | Keönch Anna         |
| Me`Shell Jones                         | Jamal Duff                | Bognár Tamás        |
| Cotton McKnight                        | Gary Cole                 | Salinger Gábor      |
| Pepper Brooks                          | Jason Bateman             | Kerekes József      |
| Fiatal Patches O`Houlihan (Narrátor)   | Hank Azaria               | Kristóf Tibor       |
| Bíró a tornán                          | Al Kaplon                 | Barbinek Péter      |
| Önmaga                                 | Lance Armstrong           |                     |
| Önmaga                                 | Chuck Norris              | Jakab Csaba         |
| Kidobós-kancellár                      | William Shatner           | Kardos Gábor        |
| Német edző                             | David Hasselhoff          |                     |
| Amber                                  | Julie Gonzalo             | Zsigmond Tamara     |
| Derek                                  | Trever O'Brien            | Hegedüs Miklós      |
| Timmy                                  | Cayden Boyd               | Jelinek Márk        |
| Penge                                  | Rusty Joiner              | Barabás Kiss Zoltán |
| Lazer                                  | Kevin Porter              |                     |
| Blazer                                 | Brandon Molale            |                     |
| Gordon felesége                        | Suzy Nakamura             | Kiss Anikó          |
| Martha Johnstone                       | Lori Beth Denberg         | Kiss Anikó          |
| Vezérszurkoló                          | Julia Ensign              |                     |
| Vezérszurkoló                          | David Boyd                |                     |
| Vezérszurkoló                          | Bowd Beal                 |                     |
| Mr. Ralph                              | Curtis Armstrong          | Kapácsy Miklós      |
| Waldorf-bíró                           | Tate Chalk                | Lázár Sándor        |
| Mérges lány a 417-es egységből         | Jordyn Colemon            |                     |
| Bernice - Síró lány a 417-es egységből | Hayley C. Rosales         | Lázár Erika         |
| Hajléktalan                            | Bix Barnaba               |                     |
| Idősebb S&M-rajongó                    | Earl Schuman              |                     |
| S&M-es férfi                           | Robert 'Duckie' Carpenter |                     |
| Ronnie                                 | Tony Daly                 | Fehér Péter         |
| Keno-s pincérnő                        | Amy Stiller               |                     |
| Furcsa fickó a monster truck-kal       | Jim Cody Williams         | Rékai Nándor        |
| Alec                                   | John Kesler               |                     |
| Csapos                                 | Doug Grimes               |                     |
| Joyce                                  | Scarlett Chorvat          |                     |
| Casino-dolgozó                         | Matt Levin                |                     |
| Gimnazista tökfilkó                    | Rawson Marshall Thurber   |                     |
| Barátságos kötözőmester                | Sik End                   |                     |
| Frusztrált "puma"                      | Stephen B. Turner         |                     |
| Frusztrált "puma"                      | Tim Soergel               |                     |
| Dokumentumfilm-narrátor                | Andy Chanley              | Végh Ferenc         |
| Csintalan nővér                        | Priscilla Leona Horne     |                     |
| Német játékos                          | Tobias McKinney           |                     |
| Favágó-játékos                         | Brian W. Wallace          |                     |

## Plágiumvád
2005-ben két New York-i forgatókönyvíró, David Price és Ashoka Thomas beperelték a Fox-ot és Thurbert, azzal a váddal, hogy lemásolták az ő (kiadatlan) forgatókönyvüket. A vádlottak ügyvédei "véletlennek" nevezték a forgatókönyvekben előforduló hasonlóságokat. Az ügy végül nem került a bíróság elé.

## Fogadtatás
A film bemutatójának első hetén 29 millió dolláros bevételt hozott. Hazájában összességében 114.3 millió dolláros bevételt hozott a pénztáraknál, míg világszerte 167.7 millió dolláros végösszeget termelt.
A Rotten Tomatoes oldalán 71%-ot ért el 164 kritika alapján, és 6.3 pontot szerzett a tízből. A Metacritic honlapján 55 pontot szerzett a százból, 34 kritika alapján. A CinemaScore oldalán átlagos minősítést kapott.
A Slant Magazine és a TV Guide is negatívan fogadták, utóbbi meg is jegyezte, hogy "Ben Stiller nem tudja, mikor kell leállni". Mások, például a The Boston Globe kedvezőbben fogadták.